# Jalozai
Jalozai (también Jailozai y Jallozai) es un campo de refugiados situado a 35 kilómetros al sudeste de Peshawar (Pakistán). Se encuentra entre los 150 campos de refugiados o de tránsito más grandes de Pakistán que asiló a refugiados afganos procedentes de la invasión soviética de Afganistán. En su época de apogeo dio cobijo a alrededor de 70 000 refugiados. El Nuevo Jalozai se unió al Jalozai original en noviembre del año 2000 y fue entonces cuando amparó a una nueva ola de refugiados afganos. Estos campos recibieron, por poco tiempo, un influjo adicional de refugiados durante el periodo Post 11-S debido a la invasión americana de Afganistán (2001-2014) en octubre de 2001. Después de la caída de los talibanes, gran parte de los refugiados del campo Jalozai volvieron, motu proprio, a sus hogares o se vieron obligados a abandonarlo. En febrero de 2002, cuando solo acogía a 800 personas, Jalozai se cerró oficialmente. Sin embargo, persistieron algunos elementos problemáticos hasta por lo menos el año 2003 cuando, como consecuencia de estos, se produjeron ataques militares paquistaníes en el primer campo. En 2012, Pakistán prohibió todo tipo de extensiones de visados y continuó esforzándose por cerrar los campos de refugiados que quedaban.

## Invasión soviética de 1979
A partir de 1979, Peshawar fue el centro político de los muyahidines antisoviéticos y se rodeó de enormes campamentos de refugiados afganos. Algunos de estos refugiados huyeron cruzando el histórico Paso Jáiber, cerca de Peshawar. Esta importante ciudad fronteriza de un millón de habitantes sustituyó entonces a Kabul y Kandahar y pasó a ser el centro de desarrollo cultural de la etnia de los pastunes durante la década de 1980.
En la década de 1980, Osama bin Laden visitó en una ocasión el campo de refugiados de Jalozai. Desde 1981, Bin Laden estableció su base en Peshawar, desde donde él mismo y el doctor Abdullah Yusuf Azzam dirigían a un gran contingente de árabes extranjeros y material de apoyo implicado en la resistencia afgana. El jefe de seguridad de Jalozai y también habitante de Peshawar desde 1979, Haji Dost Mohammad, recordó en una entrevista que concedió en 2001 a la conocida agencia de noticias Reuters que Osama bin Laden había visitado el campo de refugiados de Jalozai en 1987. Según palabras de Mohammad: “Hace 14 años vino al campo de refugiados para repartir dátiles. Vino solo una vez y no lo he vuelto a ver desde entonces. En ese momento no sabía quién era”.
Tras la derrota de la Unión Soviética en 1989, muchos de los refugiados afganos se alojaron en Jalozai y en otros campos paquistaníes durante la guerra civil que estalló después y durante el régimen afgano dirigido por los talibanes.

## Noviembre del año 2000: un Jalozai nuevo
En octubre del año 2000, el atentado contra el barco militar estadounidense USS Cole perpetrado por una célula de Al Qaeda atrajo hasta Pakistán a muchas organizaciones de ayuda humanitaria, que previeron un nuevo éxodo de refugiados afganos. Fue entonces cuando se tomó la consiguiente represalia por parte del gobierno de Estados Unidos y, tras ella, una oleada de nuevos refugiados, a pesar de que se limitó el lanzamiento de misiles teledirigidos contra los campos de entrenamiento de Al Qaeda situados en las montañas del Este de Afganistán.  
El primer campo de Jalozai acogió a miles de refugiados que seguían huyendo de los conflictos de las décadas de 1980 y 1990. Sin embargo, en noviembre de 2000, se erigió el “Nuevo Jalozai”, junto al campo original todavía existente. Ese mismo mes, Médicos Sin Fronteras/Médecins Sans Frontières (MSF) empezó a trabajar en el Nuevo Jalozai, que recibió a otros 50 000 refugiados durante un periodo de nueve meses hasta julio de 2001.
A principios de 2001, había cerca de 150 campamentos de refugiados en Pakistán, con aproximadamente 1,1 millones de residentes afganos. Un poco más de 3 millones de afganos vivían en Pakistán en total, incluidos los campos.
A finales de 2001, Reuters estimó que los dos campos de Jalozai habían alojado a 300 000 afganos en total en diversas ocasiones a lo largo de más de dos décadas. La mayoría de las fuentes estima que, durante su apogeo, la población del campamento era de 70 000 refugiados.
Con todo y con eso, en julio de 2001, los campos de Jalozai eran todavía un lugar de paso improvisado. No habían sido declarados por la ONU como un campo de refugiados. En el campamento no se habían realizado nunca inspecciones, así que prevalecían en ellos precarias condiciones de vida para las decenas de miles de refugiados.
A mediados de 2001, antes de los atentados del 11 de septiembre de 2001 contra los Estados Unidos, 10 000 afganos de Jalozai recibieron el reconocimiento de auténticos refugiados por el Alto Comisionado de las Naciones Unidas para los Refugiados (ACNUR, en inglés UNHCR) y fueron  registrados como tales, tras de lo cual se los transfirió al nuevo campamento de refugiados Shamshatoo, fuera de la ciudad de Peshawar, según la portavoz del ACNUR, Melita Sunjic.

## Cierre del campamento en 2002 y retornados
A principios del año 2002, ya se había trasladado a 50 000 refugiados que residían en el campo de Jalozai. De hecho, tras el derrocamiento del gobierno talibán a finales de 2001, muchos de aquellos refugiados habían regresado a sus hogares en Afganistán.
Gran parte de los otros ex residentes de Jalozai se había trasladado a seis nuevos campamentos (Kotkai, Bajaur, Shalman, Old Bagzai, Basu y Ashgaru), que habían empezado a construirse a partir del 11 de septiembre de 2001 en la provincia Jaiber Pajtunjuá de Pakistán.
El 11 de febrero de 2002, ACNUR comunicó que, al día siguiente, Eva Demant, su representante adjunta y miembro del Comisionado para los Refugiados Afganos,  cerraría el campo de refugiados Jalozai. Ese mismo día se trasladaría a los 800 refugiados que todavía 
permanecían en Jalozai al campamento de Barkili, cerca de la frontera entre Pakistán y Afganistán.  
En marzo de 2002, ACNUR emprendió una campaña de repatriación voluntaria en Pakistán. Para finales de 2002, ya había repatriado a 1,53 millones de refugiados afganos que vivían en Pakistán. Entre los repatriados, había 1,4 millones procedentes de la provincia de Jaiber Pajtunjuá: el 82 % residía en áreas urbanas; solo el 3 % procedía de nuevos campamentos de refugiados, los cuales se habían creado en espera de la invasión de la coalición internacional comandada por Estados Unidos en octubre de 2001.
ACNUR hace hincapié en que el año 2003 estuvo marcado por la repatriación, hacia áreas rurales de Afganistán, de refugiados procedentes de antiguos campamentos y ciudades de Pakistán. El 70 % de los repatriados de Pakistán provenía de ciudades y el 30 % restante de campamentos.
El 9 de marzo de 2003 las fuerzas de seguridad paquistaníes llevaron a cabo redadas en el campo de refugiados de Jalozai, cerca de Peshawar. También atacaron el campamento de Shamshatoo, que se encontraba en los alrededores. Nadie fue detenido.
De los repatriados en 2004, 385 000 eran de Pakistán.
En 2005, los planes de ACNUR exigían que 400 000 refugiados afganos regresaran de Pakistán. A principios de abril de 2005, 11 000 afganos regresaron a sus hogares. Un total de 7000 regresaron de Pakistán desde que se reanudaron en marzo los retornos asistidos. Las repatriaciones se acercaban a las 500 al día, lejos de las 250 que se llevaron a cabo en marzo. Se esperaba que los números se incrementaran mientras el clima mejoraba a medida que se acercaba el verano. ACNUR planeaba, junto con Pakistán, que un millón y medio de refugiados se quedaran después del vencimiento del acuerdo tripartito de regreso de refugiados en marzo de 2006.
En 2005, con más afganos atraídos a casa por la mejora de las condiciones, se habían cerrado todos los "nuevos" campamentos establecidos en Pakistán para albergar a los afganos que se esperaba que huyeran de la guerra de 2001 de Afganistán. Más de 580 000 afganos habían regresado a sus hogares desde que comenzó el programa de repatriación voluntaria de la ONU en 2002.
A partir de 2005, el cierre de campamentos continuó en paralelo con la operación de repatriación de ACNUR, que comenzó en marzo de 2002 y ayudó a 2,4 millones de refugiados afganos de Pakistán a regresar a su país, en lo que constituyó el mayor programa de la agencia en todo el mundo.
La región se vio gravemente afectada por el catastrófico terremoto de Cachemira de 2005.
En 2012 Pakistán continuó su esfuerzo por cerrar los campos de refugiados restantes del país y prohibió la prórroga de los visados extranjeros, incluyendo aquellos concedidos a ciudadanos de Afganistán, lo que provocó un número masivo de repatriados.

## Jalozai
Este pueblo está situado en el distrito de Nowshera, en la provincia Jaiber Pajtunjuá. Tiene aproximadamente 20 000 habitantes, muchos de los cuales poseen sus propios negocios.